# Hvirvelstrømsbremse
En hvirvelstrømsbremse er, ligesom en konventionel friktionbremse, ansvarlig for at sænke hastigheden på et objekt, f.eks. et tog.
I modsætning til en elektromekanisk bremse, som anvender mekanisk pres på to adskilte objekter, sænker hvirvelstrømsbremser hastigheden på et objekt ved at frembringe hvirvelstrømme via elektromagnetisk induktion. Hvirvelstrømsbremser anvender magnetiske felter til at omsætte kinetisk energi til elektrisk strøm i bremsedisken, finner - eller togskinnerne, som så her omsættes til varme grundet de ohmske tab.
| Maskiner | Spire Denne artikel om maskiner, maskindele og apparater er en spire som bør udbygges. Du er velkommen til at hjælpe Wikipedia ved at udvide den. |